# 斯科特·希金博特姆
斯科特·希金博特姆（英語：Scott Higginbotham；1986年9月5日—）是一位澳大利亞橄欖球運動員。他是澳大利亞國家橄欖球隊的一員，代表澳大利亞參加了2011年世界盃橄欖球賽。